# Garbahaarey
Garbahaarey (ou Garbahaarrey, Garbahaarreey, Garbaharey, Garba Harre, Garba Harey)  é uma cidade da Somália, capital da região de Gedo. Estima-se uma população em torno de 13.000 habitantes em 2007.
- Latitude: 03° 19' 00" Norte
- Longitude: 42° 13' 00" Leste
- Altitude: 233 metros